# 1953-as Formula–1 belga nagydíj
Az 1953-as Formula–1-es világbajnokság negyedik futama a belga nagydíj volt.

## Futam
Az első rajthelyet Juan Manuel Fangio szerezte meg. A versenyen azonban tovább üldözte balszerencséje. A 13. körben elfüstölt a motorja, de akkor még cserélt csapattársával, a belga Johnny Claesszel, de az ő autójával kicsúszott a rendkívül veszélyes belga pályáról, így a negyedik futam után is pont nélkül maradt. A versenyt Alberto Ascari nyerte csapattársa, Luigi Villoresi előtt. A két Ferraris mögött két Maseratis következett, mindketten egy körös hátrányban: Onofre Marimon és Toulo de Graffenried. Az utolsó pontszerző helyen Maurice Trintignant ért be egy Gordinivel. Mai szabályok szerint, mivel Fangio az utolsó körben csúszott ki, 3. Fangio és Claes lett volna, megosztva, mivel az utolsó befejezett körében Fangio Villoresi mögött, de Marimon előtt haladt át a célvonalon. Akkoriban viszont csak az kapott pontot, aki célba ért.
|    | Rsz. | Versenyző                       | Csapat                | Körök | Idő/Kiesések     | Start | Pontok |
| -- | ---- | ------------------------------- | --------------------- | ----- | ---------------- | ----- | ------ |
| 1  | 10   | Alberto Ascari                  | Ferrari               | 36    | 2:48'30,3        | 2     | 8      |
| 2  | 8    | Luigi Villoresi                 | Ferrari               | 36    | + 2'48,2         | 5     | 6      |
| 3  | 28   | Onofre Marimón                  | Maserati              | 35    | + 1 kör          | 16    | 4      |
| 4  | 30   | Toulo de Graffenried            | Maserati              | 35    | + 1 kör          | 9     | 3      |
| 5  | 18   | Maurice Trintignant             | Gordini               | 35    | + 1 kör          | 8     | 2      |
| 6  | 14   | Mike Hawthorn                   | Ferrari               | 35    | + 1 kör          | 7     |        |
| 7  | 20   | Harry Schell                    | Gordini               | 33    | + 3 kör          | 12    |        |
| 8  | 32   | Louis Rosier                    | Ferrari               | 33    | + 3 kör          | 13    |        |
| 9  | 38   | Fred Wacker                     | Gordini               | 32    | + 4 kör          | 15    |        |
| 10 | 24   | Paul Frère                      | HWM-Alta              | 30    | + 6 kör          | 11    |        |
| 11 | 40   | André Pilette                   | Connaught-Lea-Francis | 29    | + 7 kör          | 18    |        |
| Ki | 6    | Johnny Claes Juan Manuel Fangio | Maserati              | 35    | Baleset          | 10    |        |
| Ki | 22   | Lance Macklin                   | HWM-Alta              | 19    | Motor            | 17    |        |
| Ki | 12   | Giuseppe Farina                 | Ferrari               | 16    | Motor            | 4     |        |
| Ki | 4    | Juan Manuel Fangio              | Maserati              | 13    | Motor            | 1     |        |
| Ki | 2    | José Froilán González           | Maserati              | 11    | Gázszabályozó    | 3     | 1      |
| Ki | 16   | Jean Behra                      | Gordini               | 9     | Motor            | 14    |        |
| Ki | 26   | Peter Collins                   | HWM-Alta              | 4     | Kuplung          | 16    |        |
| Ki | 34   | Georges Berger                  | Simca-Gordini-Gordini | 3     | Motor            | 20    |        |
| Ki | 36   | Arthur Legat                    | Veritas               | 0     | Váltó/erőátvitel | 19    |        |

## Statisztikák
Versenyben vezettek: José Froilán González: 11 kör (1-11), Juan Manuel Fangio: 2 kör (12-13), Alberto Ascari: 23 kör (14-36)
- Alberto Ascari 11. (R) győzelme.
- Ferrari 13. győzelme.
- Váltott vezetés: 6-os autóval Johnny Claes (13 kör), Juan Manuel Fangio (22 kör).